# Mrs. Blackmores Hemmelighed
Mrs. Blackmores Hemmelighed er en amerikansk stumfilm fra 1921 af Sidney Franklin.

## Medvirkende
- Naomi Childers som Jean Blackmoore
- Sam De Grasse som Stephan Blackmoore
- Lionel Belmore som Angus Ferguson
- Adolphe Menjou som Bruce Ferguson
- Lloyd Whitlock som Chester
- Alec B. Francis som McIntyre